# Venetoclax
Venetoclax, GDC-0199, ABT-199, RG7601, marca registrada Venclexta™/Venclyxto es un fármaco oral aprobado para el tratamiento de la leucemia linfática crónica (LLC) y la leucemia mieloide aguda.

## Autorizaciones FDA y EMA
En 2015, la Administración de Alimentos y Medicamentos (FDA) de los Estados Unidos concedió la autorización para el uso de venetoclax en pacientes con LLC que hubieran recaído o sean refractarios a tratamientos previos y que tuvieran una delección en 17p -mutación genética--
En 2016 la EMA otorgó la designación de medicamento huérfano a venetoclax para tratar la leucemia mieloide aguda (LMA).

## Mecanismo de acción
Venetoclax es una molécula pequeña, un BH3-mimético y actúa como un inhibidor Bcl-2 bloqueando el efecto anti-apoptosis de la proteína Bcl-2 del linfoma de células B2 y permitiendo la apoptosis -muerte celular programada- de las células de la leucemia linfática crónica (LLC).

## Ensayos clínicos
Se han realizado ensayos clínicos de Venetoclax solo y con otros medicamentos como rituximab.

### Ensayos comparativos
Venetoclax, inhibidor del linfoma de células B 2 (BCL2i), está aprobado para su uso en monoterapia y con rituximab. Ibrutinib se considera muy beneficioso como monoterapia para pacientes con LLC recidivante; el idelalisib ha sido aprobado en combinación con rituximab si bien la toxicidad ha limitado su uso.
En un estudio comparativo -ibrutinib vs venetoclax- los pacientes presentaron una tasa de respuesta total o tasa de respuesta global TRG (overall response rate ORR) del 71 % y una tasa de supervivencia del 12 %. Los pacientes que recibieron venetoclax obtuvieron una tasa de respuesta global del 96 % y una tasa de supervivencia libre de progresión (SLP) (progression-free survival-PFS) del 56 %. El porcentaje de interrupción fueron del 41 % para ibrutinib y del 25 % para venetoclax. Aunque vennetoclax tuvo una tasa de respuesta completa superior no se trasladó a la tasa de supervivencia general o tasa de supervivencia global.
La distinta forma de actuar de Ibrutinib y venetoclax sobre las poblaciones celulares puede sugerir que su uso conjunto alcance una eficacia mayor que su uso en monoterapia.
En 2022 se publicaron resultados del ensayo MURANO comparativo en leucemia linfática crónica con bendamustina y rituximab frente a venetoclax y rituximab que apoyarían el tratamiento venetoclax + rituximab de duración fija de 2 años en LLC refractaria recidivante.
En 2022 se publicaron resultado del ensayo CAPTIVATE para nuevos pacientes con LLC administrándose Ibrutinib+Venetoclax logrando respuestas profundas y duraderas incluso en pacientes con alto riesgo.